# Kremvax

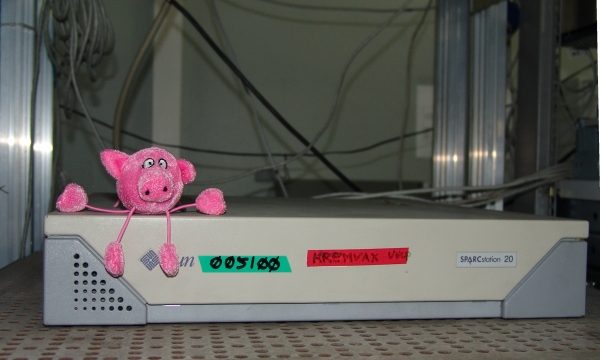
Serveur Kremvax, en 2007.

Kremvax était un site Usenet fictif prétendument situé au Kremlin et nommé selon l'usage habituel des sites Usenet VAX (« <site>vax »). Kremvax est annoncé le 1er avril 1984 dans un message apparemment signé par Konstantin Tchernenko, alors Secrétaire général du Parti communiste de l'Union soviétique et chef d'État de l'URSS. Le message est en réalité un poisson d'avril de Piet Beertema du Centre national néerlandais de recherche en mathématiques et en informatique (CWI). D'autres sites mentionnés dans les en-têtes étaient kgbvax et moskvax. L'origine réelle du message était mcsvax, l'un des premiers sites Internet européens.
Ce ne fut que six ans plus tard que le premier site moscovite fut connecté à Usenet, demos.su. Certains doutèrent alors de l'authenticité de ce site, le souvenir du canular de 1984 étant toujours présent dans les esprits. Par plaisanterie, la passerelle du site fut nommée kremvax.demos.su.